# Паранасити
Паранасити (порт. Paranacity) — муниципалитет в Бразилии, входит в штат Парана. Составная часть мезорегиона Северо-запад штата Парана. Входит в экономико-статистический микрорегион Паранаваи. Население составляет 9538 человек на 2006 год. Занимает площадь 348,951 км². Плотность населения — 36,58 чел./км².
Праздник города — 26 ноября.

## История
Город основан 26 ноября 1954 года.

## Статистика
- Валовой внутренний продукт на 2003 год составляет 87 892 844,00 реалов (данные: Бразильский институт географии и статистики).
- Валовой внутренний продукт на душу населения на 2003 год составляет 9409,36 реалов (данные: Бразильский институт географии и статистики).
- Индекс развития человеческого потенциала на 2000 год составляет 0,742 (данные: Программа развития ООН).

## География
Климат местности: субтропический.